# 翟清斌
翟清斌（1965年10月—），黑龙江望奎人，汉族，中国民主同盟盟员。中华人民共和国政治人物、第十三届全国人民代表大会黑龙江地区代表。

## 生平
2018年2月24日，当选为第十三届全国人大代表。